# Carole Delga
Carole Delga (Toulouse, 19 de agosto de 1971) es una política francesa, miembro del Partido Socialista. 

## Biografía
Funcionaria de profesión, entró en el PS en 2004. Alcalde de Martres-Tolosane entre 2008 y 2014, vicepresidenta del Consejo Regional de Mediodía-Pirineos entre 2010 y 2012, diputada de la 8ª circunscripción de la Haute-Garonne entre 2012 y 2014 y secretaria de Estado encargada del Comercio, Consumo y de la Economía social y solidaria entre 2014 y 2015. 
Fue elegida presidenta del Consejo Regional de Región de Occitania el 4 de enero de 2016. 